# Francisco Pascual Navarro
Francisco Pascual Navarro (Zafarraya, Granada, 1843 - en o después de 1907) fue un abogado español. Quedó manco por un accidente, por lo que su familia se esforzó en darle estudios. Se licenció en 1863 en la Universidad de Granada, y pasó a ser juez de paz en Loja en 1868.
Más tarde, fue teniente de fiscal de la Audiencia de Utrera en 1890, fiscal general de la Audiencia de Cádiz, presidente de Sección de la Audiencia de Málaga en 1902, presidente de la Audiencia de León en 1903, magistrado de la Audiencia de Sevilla en 1904 y Presidente de la Audiencia de Málaga en 1907.
- Datos: Q5867018